# علی عباس ظفر
علی عباس ظفر کارگردان، فیلم‌نامه‌نویس و بازیگر اهل هند است. اولین فیلم او «گنشجکِ برادرم» فیلمی موفق بود که باعث ورود او به سینما به عنوان یک کارگردان شد.

## اوایل زندگی و آموزش و پرورش
ظفر در دهرادون بزرگ شد. او تحصیلات خودرا در مدرسه مارشال دهرادون تکمیل کرد. سپس به دانشکده Kirori Mal برای مطالعات بیشتر پیوست؛ و در حالی که به تحصیل در دانشکده Kirori Mal, دانشگاه دهلی مشغول بود. او مشغول به کار پاره وقت در فیلم (2005) Amu شد.

## فعالیت حرفه‌ای
پس از آن او به بمبئی رفت و با فیلمسازی یاش راج شروع به کار کرد و به عنوان دستیار کارگردان زیرنظر کسانی مانند سانجی گادوی و ویجی کریشنا آچاریا کار کرد.
ظفر کار خود را با کارگردانی YRF آمار Mere Brother Ki Dulhan (2011) شروع کرد که ستاره‌هایی چون امران خان، کاترینا کایف و علی ظفر در نقش هدایتگر.
سرمایه‌گذاری بعدی او به عنوان کارگردان با Gunday بود که در ۱۴ مارس ۲۰۱۴ منتشر شد. فیلم starred Ranveer سینگ و آرجون کاپور در نقش هدایتگر، پریانکا چوپرا و عرفان خان در نقش حمایتگر. یکی مانده به آخر فیلم او سلطان (فیلم ۲۰۱۶) در تاریخ ۶ ژوئیه ۲۰۱۶ با بازی سلمان خان و آنوشکا شرما منتشر شده‌است.

## آثار کارگردانی
- عروس برادر من - (۲۰۱۱)

- ولگرد - (۲۰۱۴)

- سلطان - (۲۰۱۶)

- تایگر زنده است - (۲۰۱۷)

- بهارات - (۲۰۱۹)

- خشونت - (مجموعه تلویزیونی ۲۰۲۱)

- استاد بزرگ استاد کوچک - (۲۰۲۴)